# Ermindo Onega
Ermindo Ángel Onega (ur. 30 kwietnia 1940 w Las Parejas – 21 grudnia 1979) – argentyński piłkarz, grający podczas kariery na pozycji ofensywnego pomocnika.

## Kariera klubowa
Ermindo Onega w 1957 rozpoczął karierę w klubie River Plate, z którym zdobył mistrzostwo Argentyny 1957. W latach 1969–1972 występował w CA Peñarol, z którym w 1969 zdobył mistrzostwo Urugwaju.
W 1972 krótko występował w Vélez Sársfield, w którego barwach pożegnał się z ligą argentyńską. Ogółem w latach 1957–1972 rozegrał w lidze argentyńskiej 252 mecze, w których strzelił 103 bramki. Ostatnim klubem Onegi był chilijski klub Deportes La Serena.
Onega zginął w wypadku samochodowym 21 grudnia 1979 w drodze do Rosario.

## Kariera reprezentacyjna
W reprezentacji Argentyny Onega zadebiutował w 1960. W 1966 został powołany na mistrzostwa świata. Na mundialu w Anglii Onega wystąpił we wszystkich czterech meczach z: Hiszpanią, RFN, Szwajcarią (bramka w 81 min.) i ćwierćfinale z Anglią. Ogółem w barwach albicelestes wystąpił w 30 meczach, w których strzelił 11 bramek.